# Kümmerer (Tier)
Mit Kümmerer werden Tiere bezeichnet, die „Kummer bereiten“ (kümmern), d. h. kränkeln oder allgemein in schlechter Verfassung sind.
Der Begriff wird zum einen in der Jägersprache verwendet und bezeichnet dort ein meist männliches Tier von gehörn- oder geweihtragendem Schalenwild in schlechter körperlicher Verfassung. Kümmerer sind oft daran zu erkennen, dass die Hörner bzw. das Geweih ungleichmäßig ausgebildet sind. Jäger versuchen, im Rahmen der Hege Kümmerer vorrangig zu erlegen.
Zum anderen werden mit Kümmerer in der Tierzucht insbesondere untergewichtige Ferkel bezeichnet, die in ihrer Entwicklung bzw. Mast nur langsame Fortschritte zeigen. Ebenso taucht der Begriff für Pflanzen auf.